# Jonas Brothers' diskografi
Dette er en omfattende liste over de officielle udgivelse fra det amerikanske pop-rock band Jonas Brothers og deres soundtrackudgivelser. Bandet har solgt over otte millioner album på verdensplan.

## Album

### Studiealbum
| Title | Albumdetaljer                                                                                                 | Højeste position på hitlisterne | Højeste position på hitlisterne | Højeste position på hitlisterne | Højeste position på hitlisterne | Højeste position på hitlisterne | Højeste position på hitlisterne | Højeste position på hitlisterne | Højeste position på hitlisterne | Højeste position på hitlisterne | Højeste position på hitlisterne | Salg                        | Certificationer                                                          |
| Title | Albumdetaljer                                                                                                 | US                              | AUS                             | BEL                             | CAN                             | GER                             | IRL                             | ITA                             | NZ                              | SPA                             | UK                              | Salg                        | Certificationer                                                          |
| --- | --- | ------------------------------- | ------------------------------- | ------------------------------- | ------------------------------- | ------------------------------- | ------------------------------- | ------------------------------- | ------------------------------- | ------------------------------- | ------------------------------- | --------------------------- | ------------------------------------------------------------------------ |
| It's About Time | - Udgivet: 8. august 2006 - Format: CD, LP, digital download, streaming - Pladeselskab: Columbia              | 91                              | —                               | —                               | —                               | —                               | —                               | —                               | —                               | —                               | —                               | - USA: 123,000              |                                                                          |
| Jonas Brothers | - Udgivet: 7. august 2007 - Formater: CD, LP, kassette, digital download, streaming - Pladeselskab: Hollywood | 5                               | 43                              | 7                               | 10                              | 19                              | 14                              | 10                              | 29                              | 5                               | 9                               | - USA: 2,409,000            | - RIAA: Platinum - BPI: Gold - IRMA: Gold - MC: Gold                     |
| A Little Bit Longer                                                                                                 | - Udgivet: 12. august 2008 - Formater: CD, LP, digital download, streaming - Pladeselskab: Hollywood          | 1                               | 13                              | 75                              | 1                               | 26                              | 15                              | 2                               | 11                              | 3                               | 19                              | - USA: 2,082,000            | - RIAA: Platinum - BPI: Gold - IRMA: Gold - MC: 2× Platinum - RMNZ: Gold |
| Lines, Vines and Trying Times                                                                                       | - Udgivet: 16. juni 2009 - Formater: CD, LP, digital download, streaming - Pladeselskab: Hollywood            | 1                               | 5                               | 16                              | 1                               | 56                              | 6                               | 8                               | 8                               | 1                               | 9                               | - USA: 757,000              | - FIMI: Gold - IRMA: Gold - MC: Platinum - RMNZ: Gold                    |
| Happiness Begins | - Udgivet: 7. juni 2019 - Formater: CD, LP, cassette, digital download, streaming - Pladeselskab: Republic    | 1                               | 3                               | 8                               | 1                               | 17                              | 4                               | 28                              | 5                               | 3                               | 2                               | - US: 469,000 - CAN: 40,000 | - MC: Platinum                                                           |
| "—" betyder at albummet enten ikke pånåede hitliste placering eller at det ikke blev udgivet i der pågældende land. | |                                 |                                 |                                 |                                 |                                 |                                 |                                 |                                 |                                 |                                 |                             |                                                                          |

### Livealbum
| Music from the 3D Concert Experience                                                                                | - Udgivet: 24. februar 2009 - Formater: CD, LP, digital download, streaming - Pladeselskab: Hollywood | 3   | 74 | 97 | 9 | 38 | 32 |
| Live: Walmart Soundcheck                                                                                            | - Udgivet: 10. november 2009 - Formater: CD og DVD - Pladeselskab: Hollywood                          | 139 | —  | —  | — | —  | —  |
| LiVe | - Udgivet: 26. november 2013 - Formater: LP, Digital download, streaming - Pladeselskab: Jonas        | —   | —  | —  | — | —  | —  |
| "—" betyder at albummet enten ikke pånåede hitliste placering eller at det ikke blev udgivet i der pågældende land. | |     |    |    |   |    |    |

### Opsamlingsalbum
| Titel                        | Albumdetaljer | Højeste position på hitlisterne |
| Titel                        | Albumdetaljer | IRL                             |
| ---------------------------- | --- | ------------------------------- |
| Music from Chasing Happiness | - Udgivet: 9. maj 2019 - Formater: CD, digital download, streaming - Pladeselskab: Republic Track listing - 1. "Please Be Mine" - 2. "S.O.S" - 3. "Mandy" - 4. "Year 3000" - 5. "Hold On" - 6. "Lovebug" - 7. "Burnin' Up" - 8. "I Am What I Am" - 9. "6 Minutes" - 10. "Goodnight And Goodbye" - 11. "Jersey" - 12. "Video Girl" - 13. "Rose Garden"(Nick Jonas & the Administration) - 14. "Just in Love"(Joe Jonas) - 15. "Cake by the Ocean"(DNCE) - 16. "Jealous" (Nick Jonas) - 17. "Sucker" (Live) | 70                              |

### Sountracks
| År   | Album detaljer                                                             | Højeste position på hitlisterne | Højeste position på hitlisterne | Højeste position på hitlisterne | Højeste position på hitlisterne | Højeste position på hitlisterne | Højeste position på hitlisterne | Højeste position på hitlisterne | Højeste position på hitlisterne | Højeste position på hitlisterne | Højeste position på hitlisterne | Antal solgte eksemplarer                      |
| År   | Album detaljer                                                             | US                              | CAN                             | MEX                             | GER                             | SPA                             | FRA                             | BEL                             | UK                              | AUS                             | ARG                             | Antal solgte eksemplarer                      |
| ---- | -------------------------------------------------------------------------- | ------------------------------- | ------------------------------- | ------------------------------- | ------------------------------- | ------------------------------- | ------------------------------- | ------------------------------- | ------------------------------- | ------------------------------- | ------------------------------- | --------------------------------------------- |
| 2008 | Camp Rock - Formater: CD, digital download                                 | 3                               | 2                               | 2                               | 9                               | 2                               | 23                              | 3                               | —                               | 13                              | 1                               | - RIAA certification: Platin - USA: 1.257.000 |
| 2009 | Jonas Brothers: The 3D Concert Experience - Formater: CD, digital download | 3                               | 9                               | 3                               | —                               | —                               | —                               | —                               | —                               | 92                              | 11                              |                                               |

## Ep'er
| Titel                                                                           | Detaljer | Peak chart positions |
| Titel                                                                           | Detaljer | US                   |
| ------------------------------------------------------------------------------- | --- | -------------------- |
| Be Mine                                                                         | - Udgivet: 20. januar 2009 - Format: CD, Digital Download - Pladeselskab: Universal Track listing - 1. "Lovebug" - 2. "When You Look Me in the Eyes" - 3. "Got Me Going Crazy" - 4. "Burnin' Up" - 5. "Still In Love With You"                                                                                              | —                    |
| iTunes Live from SoHo                                                           | - Udgivet: 24. februar 2009 - Format: Digital download - Pladeselskab: Universal Track listing - 1. "Shelf" - 2. "Lovebug" - 3. "A Little Bit Longer" - 4. "When You Look Me in the Eyes" - 5. "S.O.S" - 6. "Tonight" | 150                  |
| Dance with Joe                                                                  | - Udgivet: 24. juli 2020 - Format: Streaming, Digital Download - Pladeselskab: Republic Records Track listing - 1. "X"(feat. Karol G) - 2. "What a Man Gotta Do" - 3. "Cake by the Ocean"(DNCE) - 4. "Every Single Time" - 5. "Body Moves"(DNCE) - 6. "Video Girl"                                                          | —                    |
| At Home with Kevin                                                              | - Udgivet: 31. juli 2020 - Format: Streaming, Digital Download - Pladeselskab: Republic Records Track listing - 1. "Only Human" - 2. "Sucker" - 3. "Hesitate" - 4. "Cool" - 5. "Lovebug" - 6. "Comeback" | —                    |
| Chill with Nick                                                                 | - Udgivet: 7. august 2020 - Format: Streaming, Digital Download - Pladeselskab: Republic Records Track listing - 1. "Five More Minutes" - 2. "Close"(Nick Jonas feat. Tove Lo) - 3. "I Believe" - 4. "Until We Meet Again"(Nick Jonas) - 5. "Used To Be" - 6. "Area Code"(Nick Jonas)                                       | —                    |
| Set the Mood                                                                    | - Released: September 11, 2020 - Format: Streaming, Digital Download - Label: Republic Records Track listing - 1. "I Believe" - 2. "Good Thing"(Sage the Gemini feat. Nick Jonas) - 3. "Trust" - 4. "Bom Bidi Bom" (Nick Jonas & Nicki Minaj) - 5. "Every Single Time" - 6. "Five More Minutes"                             | —                    |
| Chasing Happiness                                                               | - Released: September 18, 2020 - Format: Streaming, Digital Download - Label: Republic Records Track listing - 1. "Rollercoaster" - 2. "Year 3000" - 3. "That's Just The Way We Roll" - 4. "S.O.S" - 5. "Hold On" - 6. "Comeback"                                                                                           | —                    |
| Burnin It Up                                                                    | - Released: September 25, 2020 - Format: Streaming, Digital Download - Label: Republic Records Track listing - 1. "Burnin' Up" - 2. "Chains"(Dan Farber Remix)(Nick Jonas) - 3. "X"(feat. Karol G) - 4. "Right Now"(Robin Schulz VIP Remix) (Nick Jonas vs. Robin Schulz) - 5. "Sucker" - 6. "Cake by the Ocean"(DNCE)      | —                    |
| The Beginning                                                                   | - Released: October 2, 2020 - Format: Streaming, Digital Download - Label: Republic Records Track listing - 1. "Year 3000" - 2. "Play My Music" - 3. "Mandy" - 4. "S.O.S" - 5. "When You Look Me in the Eyes" - 6. "Just Friends"                                                                                           | —                    |
| Guitar Picks                                                                    | - Released: October 3, 2020 - Format: Streaming, Digital Download - Label: Republic Records Track listing - 1. "What a Man Gotta Do" - 2. "I Believe" - 3. "Tonight" - 4. "Love Her" - 5. "Rollercoaster" - 6. "Please Be Mine"                                                                                             | —                    |
| Party Starter                                                                   | - Released: October 4, 2020 - Format: Streaming, Digital Download - Label: Republic Records Track listing - 1. "X"(feat. Karol G) - 2. "That's Just The Way We Roll" - 3. "Right Now"(Robin Schulz VIP Remix) (Nick Jonas vs. Robin Schulz) - 4. "Only Human" - 5. "Toothbrush"(DNCE) - 6. "Champagne Problems"(Nick Jonas) | —                    |
| "—" denotes releases that did not chart or were not released in that territory. | |                      |

## Singler
| 2005 | "Mandy"                        | —  | —  | —  | —   | —  | —  | It's About Time               |
| 2007 | " Year 3000"                   | 31 | 33 | 72 | —   | —  | —  | Jonas Brothers                |
| 2007 | "Hold On"                      | 53 | 38 | —  | 106 | —  | —  | Jonas Brothers                |
| 2007 | "SOS"                          | 19 | 19 | 42 | 13  | 67 | 52 | Jonas Brothers                |
| 2008 | "When You Look Me in the Eyes" | 25 | 17 | 46 | 30  | 30 | —  | Jonas Brothers                |
| 2008 | "Burnin' Up"                   | 5  | 9  | 31 | 30  | 14 | 35 | A Little Bit Longer           |
| 2008 | "Lovebug"                      | 49 | 37 | 94 | 92  | 45 | —  | A Little Bit Longer           |
| 2009 | "Tonight"                      | 8  | 22 | 97 | —   | 13 | —  | A Little Bit Longer           |
| 2009 | "Paranoid"                     | 37 | 40 | 95 | 56  | 47 | 65 | Lines, Vines and Trying Times |
| 2009 | "Fly with Me"                  | 83 | —  | —  | —   | —  | —  | Lines, Vines and Trying Times |
| "—" betyder at singlen enten ikke opnåede hitliste placering eller at det ikke blev udgivet i der pågældende land |                                |    |    |    |     |    |    |                               |

### Andre singler
| 2006 | "Poor Unfortunate Souls/Små Ulyk’lige Pus" | —  | —  | —   | —  | The Little Mermaid Special Edition Soundtrack |
| 2007 | " Kids of the Future"                      | —  | —  | —   | —  | Meet the Robinsons Soundtrack                 |
| 2008 | "We Rock" (cast of Camp Rock)              | 33 | —  | 199 | —  | Camp Rock Soundtrack                          |
| 2008 | "Play My Music"                            | 20 | 26 | 57  | 71 | Camp Rock Soundtrack                          |
| 2008 | "This Is Me" (Demi Lovato and Joe Jonas)   | 9  | 22 | 33  | 46 | Camp Rock Soundtrack                          |
| 2008 | "Gotta Find You" (Joe Jonas)               | 30 | —  | —   | 82 | Camp Rock Soundtrack                          |
| "—" betyder at singlen enten ikke opnåede hitliste placering eller at det ikke blev udgivet i der pågældende land |                                            |    |    |     |    |                                               |

### Andre sange på hitlisterne
| 2008                                                                                        | "Can't Have You"      | 101 | —  | A Little Bit Longer                  |
| 2008                                                                                        | "Got Me Going Crazy"  | 108 | —  | A Little Bit Longer                  |
| 2008                                                                                        | "Video Girl"          | 114 | 81 | A Little Bit Longer                  |
| 2008                                                                                        | "Shelf"               | 118 | 84 | A Little Bit Longer                  |
| 2008                                                                                        | "Sorry"               | 120 | —  | A Little Bit Longer                  |
| 2008                                                                                        | "One Man Show"        | —   | 88 | A Little Bit Longer                  |
| 2008                                                                                        | "BB Good"             | 88  | 60 | A Little Bit Longer                  |
| 2008                                                                                        | "Pushin' Me Away"     | 16  | 27 | A Little Bit Longer                  |
| 2008                                                                                        | "A Little Bit Longer" | 11  | 23 | A Little Bit Longer                  |
| 2009                                                                                        | "Love Is on Its Way"  | 84  | —  | Music from The 3D Concert Experience |
| 2009                                                                                        | "World War III"       | 105 | —  | Lines, Vines and Trying Times        |
| "—" betyder at singlen enten ikke opnåede hitliste placering eller at det ikke blev udgivet |                       |     |    |                                      |

## Samarbejde
| År   | Sang                            | Kunstner     | Album(s)                                                                      |
| ---- | ------------------------------- | ------------ | ----------------------------------------------------------------------------- |
| 2007 | "We Got the Party"              | Miley Cyrus  | Hannah Montana 2: Rock Star Edition / Jonas Brothers: The Bonus Jonas Edition |
| 2008 | "This Is Me"                    | Demi Lovato  | Camp Rock / Jonas Brothers: The 3D Concert Experience                         |
| 2008 | "On The Line"                   | Demi Lovato  | Don't Forget                                                                  |
| 2009 | "Should've Said No"             | Taylor Swift | Jonas Brothers: The 3D Concert Experience                                     |
| 2009 | "Before The Storm"              | Miley Cyrus  | Lines, Vines and Trying Times                                                 |
| 2009 | "Don't Charge Me For The Crime" | Common       | Lines, Vines and Trying Times                                                 |
| 2009 | "Hey Baby"                      | Johnny Lang  | Lines, Vines and Trying Times                                                 |

## Musikvideoer
| År   | Titel                          | Album                                          |
| ---- | ------------------------------ | ---------------------------------------------- |
| 2005 | "Mandy"                        | It's About Time                                |
| 2006 | " Year 3000"                   | It's About Time / Jonas Brothers               |
| 2006 | "Poor Unfortunate Souls"       | The Little Mermaid Special Edition Soundtrack  |
| 2006 | "American Dragon Theme Song"   |                                                |
| 2007 | "Kids of the Futur"            | Meet the Robinsons Soundtrack / Jonas Brothers |
| 2007 | "I Wanna Be Like You"          | DisneyMania 5                                  |
| 2007 | "Hold On"                      | Jonas Brothers                                 |
| 2007 | "SOS"                          | Jonas Brothers                                 |
| 2008 | "When You Look Me in the Eyes" | Jonas Brothers                                 |
| 2008 | "Burnin' Up"                   | A Little Bit Longer                            |
| 2008 | "Lovebug"                      | A Little Bit Longer                            |
| 2009 | "Tonight"                      | A Little Bit Longer                            |
| 2009 | "Love Is On Its Way"           | Jonas Brothers: The 3D Concert Experience      |
| 2009 | "BB Good"                      | Jonas Brothers: The 3D Concert Experience      |
| 2009 | "Paranoid"                     | Lines, Vines and Trying Times                  |
| 2009 | "Fly With Me"                  | Lines, Vines and Trying Times                  |

## JONAS
| Sæson | Titel                   | Episode              |
| ----- | ----------------------- | -------------------- |
| 1     | "Give Love a Try"       | "Wrong Song"         |
| 1     | "Pizza Girl"            | "Slice of Life"      |
| 1     | "Keep It Real"          | "Keeping It Real"    |
| 1     | "We Got To Work It Out" | "Band's Best Friend" |
| 1     | "Why"                   | "Fashion Victim"     |
| 1     | "Blue Danube"           | "That Ding You Do"   |
| 1     | "I Did It All Again"    | "Complete Repeat"    |

## Eksterne links
- Gruppens hjemmside
- Jonas Brothers' diskografi på Myspace